# Huertea cubensis
Huertea cubensis är en tvåhjärtbladig växtart som beskrevs av August Heinrich Rudolf Grisebach. Huertea cubensis ingår i släktet Huertea och familjen Tapisciaceae. Inga underarter finns listade.